# La Reula (Alta Garona)
La Reula (francès Laréole) és un municipi francès, situat a la regió d'Occitània, departament de l'Alta Garona.

## Monuments

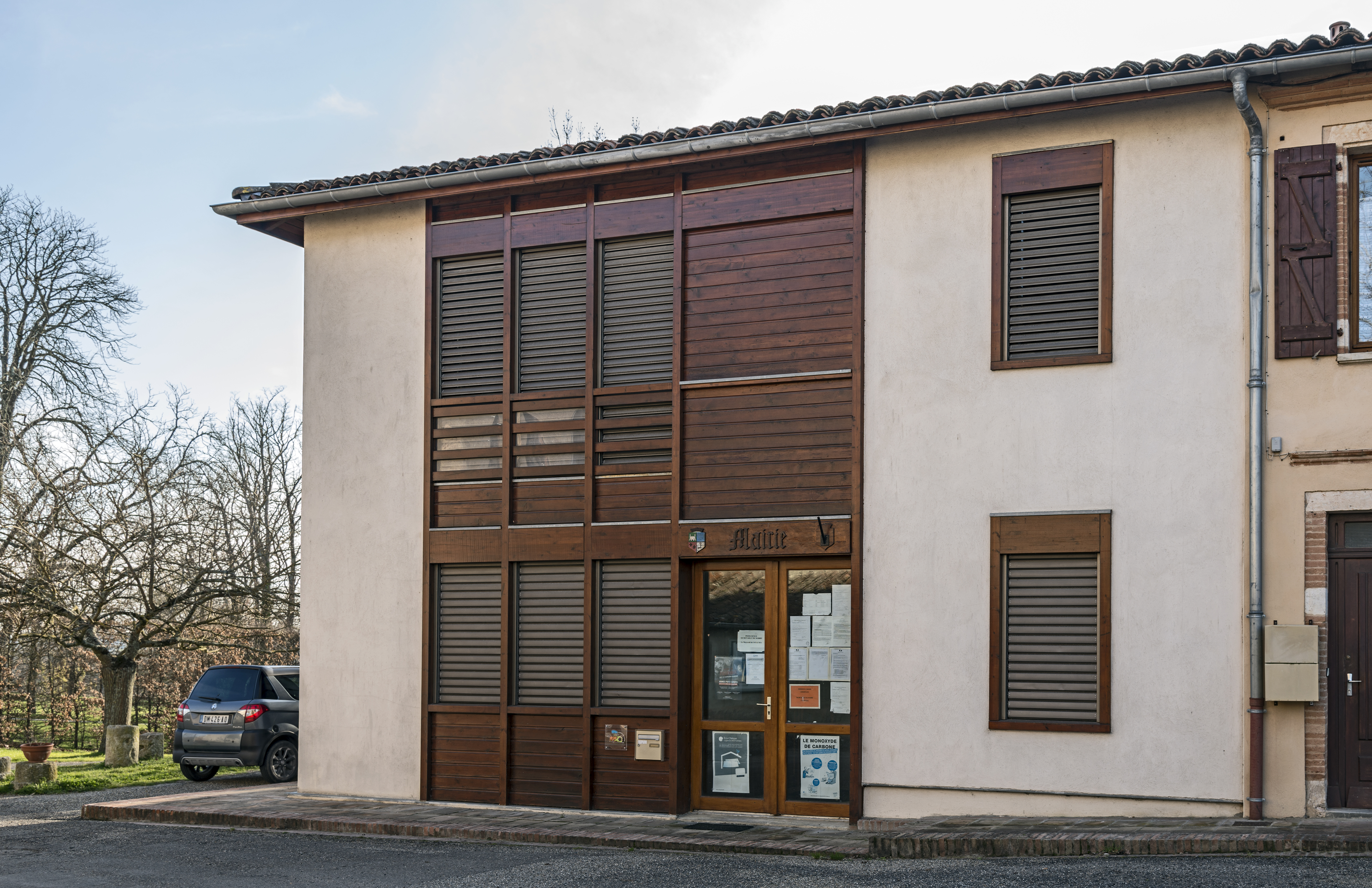
L'ajuntament;
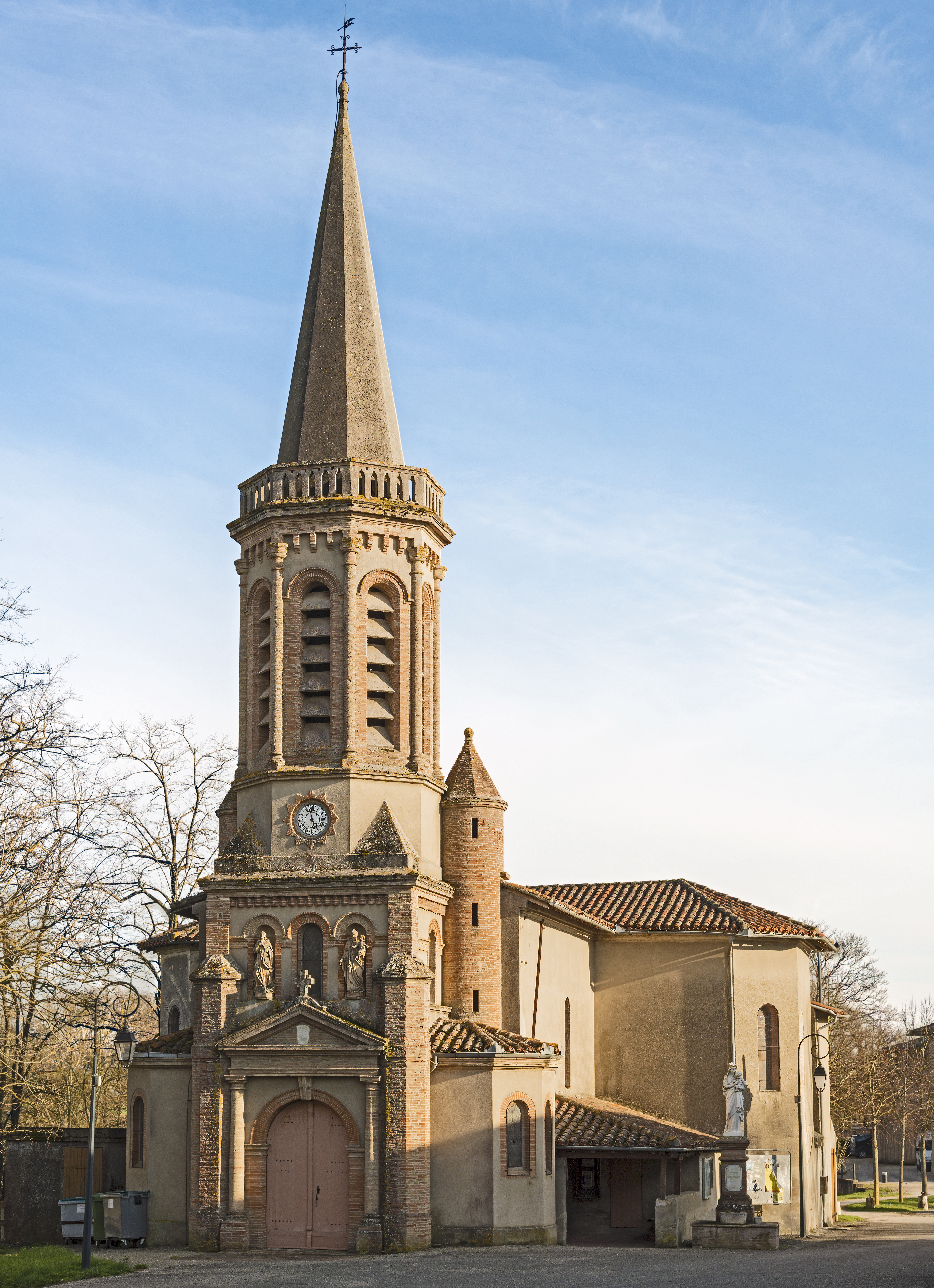
L'Església;
El castell